# Chandata partita
Chandata partita är en fjärilsart som beskrevs av Moore 1882. Chandata partita ingår i släktet Chandata och familjen nattflyn. Inga underarter finns listade i Catalogue of Life.